# Vaani Kapoor
Pour les articles homonymes, voir Kapoor.
Vaani Kapoor, née le 23 août 1988 à New Delhi (Delhi), est une actrice et mannequin indienne.

## Filmographie

### Cinéma

#### Longs-métrages
- 2013 : Shuddh Desi Romance de Maneesh Sharma : Tara
- 2014 : Aaha Kalyanam d'A. Gokul Krishna : Shruthi
- 2016 : Befikre d'Aditya Chopra : Shyra Gill
- 2019 : War de Siddharth Anand : Naina
- 2021 : Chandigarh Kare Aashiqui : Maanvi

## Distinctions
| Date                | Distinction                   | Catégorie                                               | Film                | Résultat   |
| ------------------- | ----------------------------- | ------------------------------------------------------- | ------------------- | ---------- |
| 18 décembre 2013    | BIG Star Entertainment Awards | Meilleur espoir féminin le plus divertissant de l'année | Shuddh Desi Romance | Lauréat    |
| 14 janvier 2014     | Stardust Awards               | Meilleur espoir féminin                                 | Shuddh Desi Romance | Nomination |
| 16 janvier 2014     | Producers Guild Film Awards   | Meilleur espoir féminin                                 | Shuddh Desi Romance | Lauréat    |
| 26 janvier 2014     | Filmfare Awards               | Meilleur espoir féminin                                 | Shuddh Desi Romance | Lauréat    |
| 8 février 2014      | Zee Cine Awards               | Meilleur espoir féminin                                 | Shuddh Desi Romance | Lauréat    |
| 8 février 2014      | Zee Cine Awards               | Meilleure actrice dans un second rôle                   | Shuddh Desi Romance | Nomination |
| 23 au 26 avril 2014 | IIFA Awards                   | Meilleure actrice débutante de l'année                  | Shuddh Desi Romance | Lauréat    |